# Alfred M. Pride
Pour les articles homonymes, voir Pride (homonymie).
Alfred Melville Pride, né le 10 septembre 1897 à Somerville et mort le 24 décembre 1988 à Arnold, est un militaire américain.
Il a participé à la Première Guerre mondiale, Seconde Guerre mondiale et guerre de Corée.
Amiral, il a notamment dirigé le Bureau of Aeronautics.
Il est enterré au cimetière national d'Arlington.